# فاليري إليوت
فاليري إليوت (بالإنجليزية: Valerie Eliot) هي كاتِبة وشاعرة أمريكية، ولدت في 17 أغسطس 1926 في ليدز في المملكة المتحدة، وتوفيت في 9 نوفمبر 2012 في لندن في المملكة المتحدة. وهي الزوجة الثانية للشاعر الحائز على جائزة نوبل تي. إس. إليوت، ولاحقًا أرملته. ساهمت بشكل بارز كمساهمة رئيسة في شركة النشر فابر آند فابر. عملت على تحرير وتعليق عدد من الكتب التي تناولت كتابات زوجها الراحل.